# Loano (stacja kolejowa)
Loano (włoski: Stazione di Loano) – stacja kolejowa w Loano, w prowincji Savona, w regionie Liguria, we Włoszech.
Stacja została uruchomiona w 1872 roku.
Budynek dworca, podobnie jak wiele innych przykładów w Ligurii, powstał w 1936 roku z rąk architekta Roberto Narducci. Budynek wykonany jest z cegły i betonowych podłóg. Podłogi w pomieszczeniach publicznych wykonane w stylu "ceramiki liguryjskiej". 